# Gripport

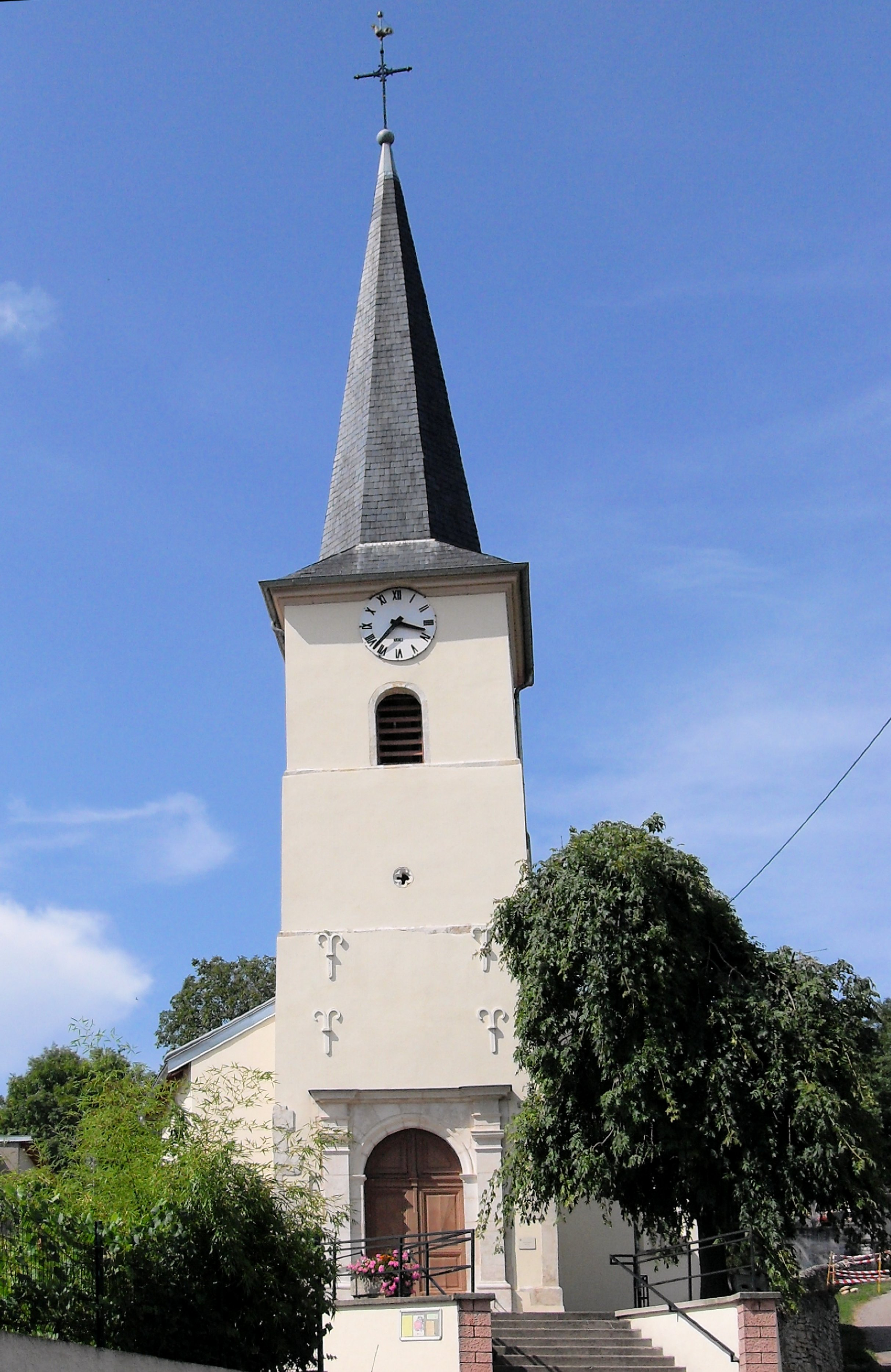
Kościół św. Leonarda (2009)

Gripport – miejscowość i gmina we Francji, w regionie Grand Est, w departamencie Meurthe i Mozela.
Według danych na rok 1990 gminę zamieszkiwało 246 osób, a gęstość zaludnienia wynosiła 43 osoby/km² (wśród 2335 gmin Lotaryngii Gripport plasuje się na 801. miejscu pod względem liczby ludności, natomiast pod względem powierzchni na miejscu 945.).

## Populacja

Populacja Gripport w latach 1962–2008